# Gustave Biéler
Pour les articles homonymes, voir Biéler.
Gustave Biéler (Beurlay, Charente-Maritime, 26 mars 1904 - Flossenbürg, 5 septembre 1944), plus généralement connu sous le nom de Guy Biéler, est un agent québécois du service secret britannique Special Operations Executive pendant la Seconde Guerre mondiale.
Chef du réseau Tell-MUSICIAN de la section F, basé dans la région de Saint-Quentin (Aisne), il organise dans le nord-est de la France de très nombreux sabotages au détriment des Allemands. Finalement arrêté, torturé, déporté au camp de concentration de Flossenbürg, il est exécuté le 5 septembre 1944.

## Biographie
Né le 26 mars 1904 à Beurlay, Charente-Maritime, où son père, pasteur protestant d'origine suisse, occupe sa première charge de paroisse, il retourne en Suisse en 1907 lorsque son père occupe une nouvelle charge, à Lutry. Il fait sa scolarité au collège classique cantonal de Lausanne puis à l'Institut Jean-Jacques-Rousseau où il suit une formation en Éducation morale, didactique, orientation professionnelle. Il y a vraisemblablement été élève de Jean Piaget.
Son père meurt de la grippe espagnole en 1918. La famille est prise en charge par le grand-père Daniel. Vers 1920, il perd l'usage d'un œil, atteint par une fusée d'un feu d'artifice.
Le 5 juillet 1924, il obtient son certificat. Pour échapper à la tutelle de son grand-père Daniel, qui souhaitait qu'il se prépare au sacerdoce, il émigre au Québec, où il est invité par son oncle et parrain Charles. Il débarque à la ville de Québec le 18 septembre, avant de s’établir dans la ville de Montréal, travaillant d’abord comme enseignant à Pointe-aux-Trembles, près de Montréal.
Le 18 juillet 1928, il commence à travailler comme traducteur à la Sun Life Assurance Company. Il avait posé sa candidature le 15 décembre 1927 et passé un examen médical satisfaisant le 20 février. Plus tard, il y deviendra chef du bureau de traduction (pour toutes les langues).
Il épouse Marguerite Geymonat, une ancienne élève le 4 janvier 1929. Le couple s'installe à Cartierville, au nord de Montréal.
En 1934, il obtient la citoyenneté canadienne. Son fils Jean-Louis nait en 1935 et sa fille, Jacqueline, en 1936.
Il rejoint le contingent universitaire de Montréal du corps de formation des officiers canadiens en juin 1940. Il est nommé au régiment de Maisonneuve. En septembre, il quitte sa femme et à ses deux enfants et est envoyé dans une base en Grande-Bretagne, comme officier du service de renseignements du régiment de Maisonneuve. Sa femme travaille à Radio-Canada International qui diffuse des émissions aux troupes en Europe.
Recruté par le colonel Maurice Buckmaster le 4 juin 1942, chef de la section F du SOE, Biéler quitte son régiment et rejoint la section F, où on le connaîtra sous le surnom de « Guy », il aura comme période d’entraînement : Warnborough Manor (Surrey) quatre semaines d’instruction de base et d’examens psychologiques et techniques ; Écosse, un mois d’entraînement à la mise à mort silencieuse, au maniement du couteau, de la corde, du pistolet et du pistolet mitrailleur, à la manœuvre d’un bateau, à la lecture de carte, au morse ; stage de parachutisme près de Manchester ; stage final, près de Beaulieu, pour apprendre à repérer des filatures, à changer d’adresse au bon moment, à dissimuler sa personnalité, à supporter des interrogatoires brutaux. Maurice Buckmaster écrit dans son dossier que « Biéler était le meilleur stagiaire que le SOE ait jamais eu ». Biéler choisit son surnom « Guy » comme nom de guerre.
Dans la nuit du 17 au 18 novembre, en compagnie de Michael Trotobas « Sylvestre » (qui vient former le réseau FARMER dans la région de Lille) et d'Arthur Staggs, (opérateur radio de Trotobas), Gustave Biéler est parachuté d’un bombardier près de Beaune-la-Rolande (entre Pithiviers et Montargis, dans le Loiret). La mission que lui a confiée la section F consiste à agir en tant que son représentant auprès du réseau CARTE dans la région de Lille, à communiquer ses instructions et à rester en contact avec le réseau FARMER de Trotobas. Malheureusement, du fait de l’obscurité, Biéler atterrit sur des rochers et se blesse grièvement à la colonne vertébrale. Ses compagnons, Trotobas et Staggs, lui conseillent de demander un retour en Angleterre. Comme il refuse, ils l’amènent à Paris. Le matin du 18, ils prennent le train pour Paris à la gare d'Auxy-Juranville. Arrivés à Paris, ils confient Gustave Biéler à Marie-Louise Monnet et sa fille, 38 avenue de Suffren, à l'étage en dessous de celui des sœurs Germaine et Madeleine Tambour du réseau Prosper-PHYSICIAN. À partir de cette planque, il prend les premiers contacts avec la Résistance pour constituer son réseau Tell-MUSICIAN.
En février 1943, la rupture est patente entre CARTE et le SOE, et se concrétise par le retour d’André Girard à Londres. De ce fait les consignes initiales que Biéler a reçues du SOE ne sont plus pertinentes. Il prend alors progressivement en charge la direction d’une organisation de résistance qui émerge dans la zone de Saint-Quentin, qui est alors un sous-réseau du réseau Prosper-PHYSICIAN, et qui va devenir le réseau MUSICIAN. Le 7 avril, Biéler se sent assez rétabli pour se rendre dans la zone de Saint-Quentin. Il s’installe dans la maison d’Eugène Cordelette, géomètre dans le village de Fonsomme. Connu sous le nom de « Commandant Guy », il développe son réseau, qu'il appelle aussi réseau Tell. Très doué pour la communication et l’organisation, en tant que chef du réseau Tell-MUSICIAN, il travaille avec des agents du SOE amis et des membres de la résistance, pour organiser des missions de sabotage très productives. Il reçoit seize parachutages d’armes et d’explosifs. Vingt-cinq équipes de Biéler, réparties dans différentes zones du nord de la France, réussissent à endommager ou détruire des équipements allemands, tels que des réservoirs de stockage de pétrole, des moyens ferroviaires (destruction d’un convoi de troupes, déraillement de 20 trains, endommagement de 20 locomotives avec de la graisse abrasive, sabotage d'usines de réparation et de locomotives, treize coupures de la ligne Paris-Cologne), des ponts, des écluses et des tracteurs électriques utilisés pour remorquer les barges sur les chemins fluviaux. Leurs efforts répétés entravent les mouvements ennemis d’armes et de troupes, mais finalement l’action la plus importante de Biéler porte sur la préparation du débarquement. Ses opérations sont si réussies que les Allemands mettent en place une chasse à l’homme pour le capturer, lui et son équipe.
En septembre, le SOE envoie Yolande Beekman comme opérateur radio attitré de MUSICIAN. Jusque-là, Biéler utilisait les moyens radio du réseau Prosper-PHYSICIAN. Sur le point d'être arrêté, Michael Trotobas « Sylvestre », qui avait constitué le réseau de sabotage FARMER dans la région de Lille, est tué, en décembre, par les Allemands lors d’une fusillade. Biéler contribue à maintenir FARMER en activité.
La Gestapo arrête Biéler et Yolande Beekman au Café Moulin Brûlé à Omissy le 13 janvier 1944. Au quartier général de la Gestapo, ils sont torturés à de nombreuses reprises, mais ne cèdent pas. Quelques mois plus tard, Biéler est transféré au camp de concentration Flossenbürg, dans la région de l’Oberpfalz en Bavière, où les tortures brutales se poursuivent. Les Allemands n’obtiennent rien de lui.
Les Allemands, qui avaient acquis un certain respect pour lui, font fusiller le major « Guy » Biéler mutilé et décharné par une escouade d’exécution avec une garde d’honneur, le 5 septembre 1944.

## Reconnaissance

### Distinctions
- Distinguished Service Order (DSO)
- Membre de l'Order of the British Empire (MBE).
- Croix de guerre 1939-1945 (CG).

### Monuments
- En France :
  - Étant l'un des 104 agents de la section F du SOE morts pour la France, « Guy » Biéler est honoré au mémorial de Valençay (Indre).
  - Des mémoriaux honorent « Guy » Biéler à Morcourt et à Fonsomme (Aisne).
  - Le Centre Juno Beach à Courseulles-sur-Mer contient une plaque : « Canadiens derrière les lignes ennemies. Agents canadiens des Services spéciaux britanniques ».
- Au Canada, un mémorial mentionne son nom dans un parc à Westmount (Québec).
- Aux Pays-Bas, le Major « Guy » Biéler est enregistré sur le Mémorial de Groesbeek au cimetière de guerre canadien, panneau 11.
- En Allemagne, au mémorial du camp de Flossenbürg, une vitrine commémorative sur « Guy » Biéler a été dévoilée le 22 juillet 2007 lors de l'inauguration du musée du camp. Une plaque dédiée au SOE mentionne Guy Biéler, avec une biographie et des photographies.

### Lieux qui portent son nom

#### Au Canada
- Le lac Biéler, sur l'île de Baffin,
- La résidence des anciens combattants à Montréal (Québec). Depuis 1980, la société Maison Biéler Inc. loue 168 logements bon marché à des vétérans et des veuves de vétérans, dans un immeuble situé 1450 rue Plessis. Gabriel Chartrand fut son premier directeur jusqu'en 1986.

#### En France
- À Courseulles-sur-Mer, au centre Juno Beach, une plaque dédiée aux Canadiens derrière les lignes ennemies mentionne Guy Biéler.
- Dans trois communes françaises du département de l'Aisne, une rue porte le nom de "rue du Commandant Guy Biéler"[2] : Saint-Quentin, Fonsomme, Morcourt.

## Identités
- État civil : Gustave Daniel Alfred Biéler
- Comme agent du SOE, section F :
  - Nom de guerre (field name) : « Guy »
  - Code opérationnel SOE : MUSICIAN
  - Fausses Identités : Guy Morin, Maurice Alfred Léger (employé, né le 24 janvier 1900 à Lille, CI no 13 274 délivrée à Saint-Quentin le 25 février 1941), Blanc
  - Autre pseudo : Tell (origine et emploi à préciser)
- Surnoms familiers : Guy (enfance) ; Grand-dad (camarades de la session d'entraînement SOE)

Parcours militaire :
- Régiment de Maisonneuve.
- SOE, section F ; grade : captain.

## Famille
- Son grand-père : Daniel Biéler
- Son père : Jean-Louis Biéler, pasteur protestant, suisse
- Sa mère : Hélène Wursten
- Ses frères et sœurs : René-Maurice (Môme) (1906-1945) (voir Roy McLaren, Canadians behind enemy lines, p. 31), Madeleine (Souris) (1907-?), Danielle (Dano) (1908-?), Anne_Marie (Mamie) (1914-?).
- Sa femme : Marguerite née Geymonat, Montréal, Québec.
- Ses enfants (2) : Jean-Louis (1935-), Jacqueline (1936-).